# Кутіс
«Кутіс» (англ. Cooties) — американська чорна комедія 2014 року.

## Короткий сюжет
Таємничий вірус вражає початкову школу і перетворює учнів на зомбі. Клінт Гадсон, випускник цієї школи і письменник, який вперше підміняє вчителя, з групою інших вчителів бореться за своє життя і життя ще не заражених учнів.

## У ролях
| Актор         | Роль                 |
| ------------- | -------------------- |
| Елайджа Вуд   | Клінт Гадсон         |
| Рейн Вілсон   | Вейд Джонсон         |
| Елісон Пілл   | Люсі Маккормік       |
| Джек Макбраєр | Трейсі Лейсі         |
| Лі Воннелл    | Даг Девіс            |
| Насім Педрад  | Ребекка Галверсон    |
| Іан Бреннан   | Вайс Прінсіпал Сіммс |
| Хорхе Гарсія  | Рік                  |

## Критика
Rotten Tomatoes дав оцінку 46 % на основі 46 відгуків від критиків і 38 % від більш ніж 5 000 глядачів.